# ジャングルキング
ジャングルキング（JUNGLE KING）は、1982年に日本のタイトーが制作・発売した横スクロールアーケードゲームである。アメリカでも当初は同じ名前で発売されていたが、著作権の問題でジャングルハント（JUNGLE HUNT）に変更された。
本作は、同年に発売されたアイレムの『ムーンパトロール』とともに、最初期のラスタースクロールを採用したゲームのひとつである。
プレイヤーはピスヘルメットを被り、サファリスーツを着た無名の探検家を操作して、木の枝から枝へ飛び移り、ワニが生息する川を泳いだり、岩を避けたりして、人食い人種から彼女を救出しようとする。
のちに続編的な形で、探検家の代わりに海賊を操作キャラクターにした派生品『パイレートピート』がアーケードゲームとして主に北米でリリース・稼働された。こちらについては本ページの#続編にて詳述する。

## ゲーム内容
ゲームは、目的の異なる4つのシーンに分かれている。
シーン1では、探検家はつるからつるに飛び移る内容となっている。2つのつるが十分に近づいた時にアクションキーを押すことで飛び移ることができるが、つるが無いと探検家がジャングルの下に落ちて命を失う。
シーン2には、ワニが生息する川で探検家を操作する。探検家は、ワニの口が開いていなければ、ナイフで下から攻撃できる。探検家は定期的に水面に戻って呼吸する必要があり、そこではワニを攻撃できない。泡が定期的に川底から昇り、それに触れると探検家は水面に運ばれ、その途中でワニにぶつかることがある。
シーン3では、探検家が火山の側面を駆け上がる際、様々なサイズの岩が彼に向かって転がったり跳ねたりするのでかわすように操作する。様々なサイズの岩が様々な速度と高さで跳ねるため、タイミングが重要であり、探検家はそれらの間に閉じ込められる可能性がある。
最後のシーンでは、探検家は、燃えている大釜に降ろされている女性を助けるために、人食い族を回避しなければならない。プレーヤーが女性を救出した後、「Congratulations!」という言葉が表示され、その後に「I Love You !!!」というメッセージが続く。そして、女性が探検家にキスをする。
2周目以降は難易度が上がった状態でプレイする。最初以外のラウンドでは、大釜シーンの木に人食い族が現れ、プレイヤーに槍を投げてくる。

## アーケード版
本作の主人公の風貌がターザンに似ていたことから、ターザンの原作者であるエドガー・ライス・バローズの管財人から訴訟を起こされた。
その結果、名前が『ジャングルハント』に変更され、いくつかの見た目の変更が加えられた。 
主人公は、ピスヘルメットとサファリ服を着た探検家に変更され、雄たけびが削除されたほか、移動手段もつるからロープに変更された。
タイトーブラジルは、1983年にこのゲームの派生品をリリースした。これもジャングルハントというタイトルで、裸の胸の見えるキャラクターとターザンの雄叫びが含まれている。
『ジャングルキング』のプロトタイプは、 ジャングルボーイと呼ばれていた。

## 移植版
アタリは、1983年にAtari 2600、Atari 5200、およびAtari 8ビット・コンピュータ用の自らのブランドによる家庭用ゲーム機を販売した。この他、アタリソフトのラベルでApple II、コレコビジョン、コモドール64、VIC-1001、IBM PC、およびTI-99/4Aで販売された。アタリへの移植版では、ヒーローはダッドレー卿と呼ばれ、ダッドレー卿と結婚した女性はペネロペ嬢である。
Apple IIおよびIBM PC用はシエラエンターテインメントによって開発された。
ジャングルハントは、欧米で販売されたWindows、PlayStation 2、およびXboxのTaito Legendsコレクションに含まれていた。

### 関連作品
- ジャングルファイター - トミーから1983年に発売された「3D立体グラフィックゲーム」シリーズの電子ゲーム機。ジャングルキングの非公式移植の電子ゲーム版の一作。ジャングルキングとの違いは3面はサイの突進をジャンプでかわす物となっておりこの面をクリアするとヒロイン救出となっている。

## 反応
ゲームの名称が変更される前、1983年のElectronic Gamesという雑誌のレビューでは、ビル・クンケルが「『ジャングルキング』は、最初の数少ない夢中にさせるものであることは否定できないが、長続きするようなものではないようだ。」と記述した。つるを振る部分のグラフィックスを「醜悪きわまりない」と言ったが、このゲームはタイトーの『スペースインベーダー』以来の最大のヒット」かもしれないとも述べた。
本作は第5回アーキー・アワードの「1984年ベストアドベンチャービデオゲーム」部門で賞を取った:42。

## 続編
1982年に、タイトーアメリカは『パイレートピート（PIRATE PETE）』という題名で、アーケード版『ジャングルハント』を海賊に置き換えた内容のゲームを販売した。こちらも開発は日本のタイトーが手がけたが、デザインは全般的に変更されており、シーン1がジャングルから船のマストに変更されたほか、ワニはサメに、そして人食いは敵の海賊に置き換えられた。BGMも変更され、泳ぐシーンと山登りシーンはBGM自体が削除されている。家庭用版は、2021年6月10日にPlayStation 4およびNintendo Switch向けにアーケードアーカイブスにて初移植のうえ配信された。

### 移植版
| No. | タイトル         | 発売日        | 対応機種                      | 開発元               | 発売元     | メディア                                |
| --- | ---------------- | ------------- | ----------------------------- | -------------------- | ---------- | --------------------------------------- |
| 1   | パイレートピート | 2021年6月10日 | PlayStation 4 Nintendo Switch | タイトー             | ハムスター | ダウンロード （アーケードアーカイブス） |
| 2   | パイレートピート | 2022年3月2日  | イーグレットツー ミニ         | 移植担当企業は未発表 | タイトー   | プリインストール                        |